# Schistura lepidocaulis
Schistura lepidocaulis és una espècie de peix de la família dels balitòrids i de l'ordre dels cipriniformes que es troba al Pakistan.